# Vangueria bicolor
Vangueria bicolor är en måreväxtart som beskrevs av Karl Moritz Schumann. Vangueria bicolor ingår i släktet Vangueria och familjen måreväxter. IUCN kategoriserar arten globalt som sårbar. Inga underarter finns listade i Catalogue of Life.